# Gerhard Mangott

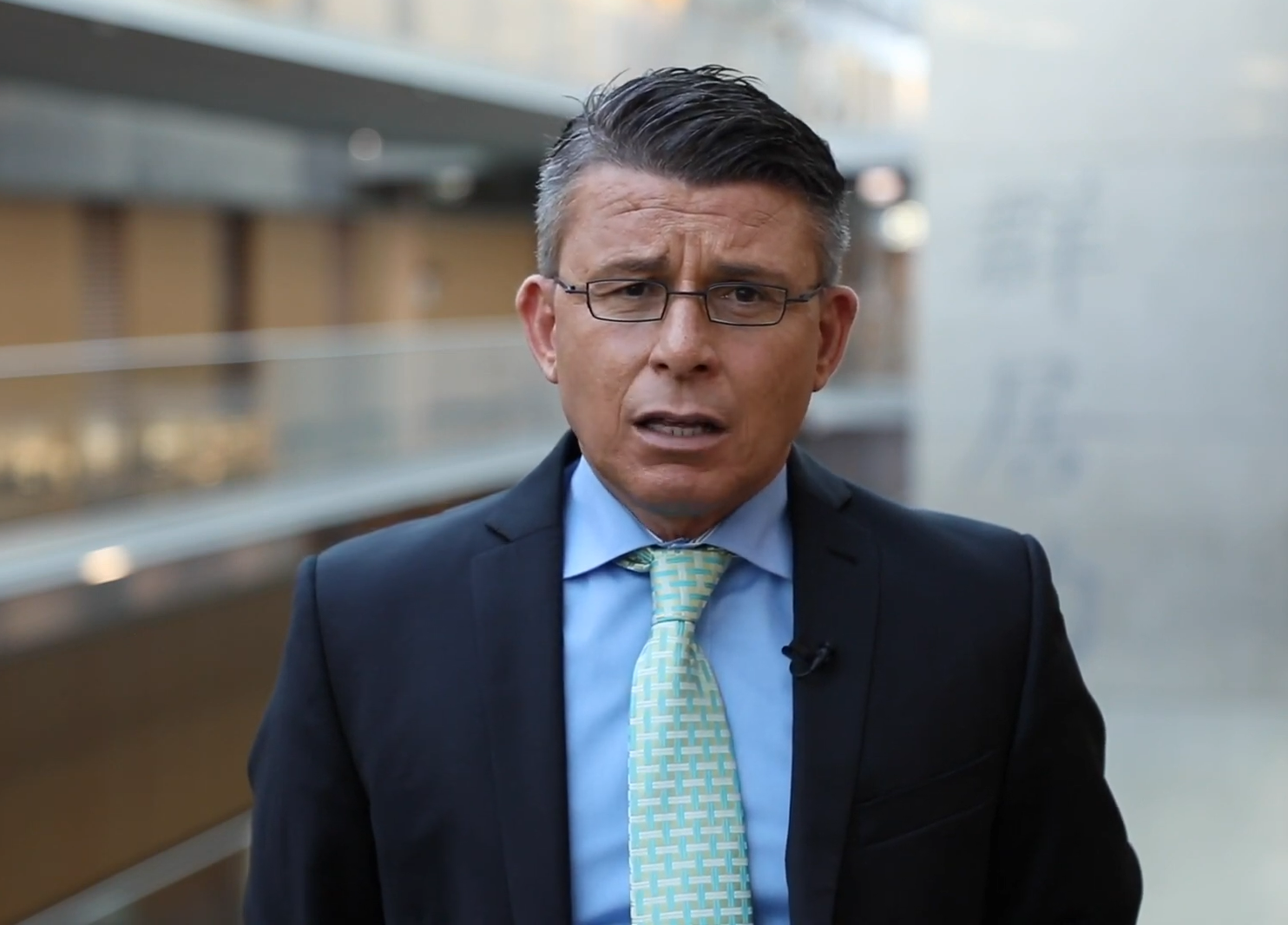
Gerhard Mangott an der Universität Innsbruck (2020)

Gerhard Mangott (* 9. Juni 1966 in Zams) ist ein österreichischer Politikwissenschaftler und Professor für Politikwissenschaft mit der Spezialisierung auf Internationale Beziehungen und Sicherheitsforschung im post-sowjetischen Raum an der Universität Innsbruck. Seine Forschungsschwerpunkte sind Innen- und Außenpolitik Russlands, die Außenpolitik der USA, Großmächtebeziehungen, strategische Rüstungskontrolle und nukleare Proliferation. 

## Leben
Gerhard Mangott wuchs in Fließ auf und besuchte das Bundesoberstufenrealgymnasium in Landeck (Tirol). Im Jahr 1984 schloss er die Matura ab. Von 1984 bis 1989 widmete er sich dem Studium der Politikwissenschaft, der Geschichte und der Slawistik an der Universität Innsbruck sowie an der Universität Salzburg. Er spezialisierte sich auf den Fachbereich „Vergleichende Regierungslehre und die politischen Systeme des östlichen Europa“. 1989 erhielt er den akademischen Grad Magister der Philosophie im Fach Politikwissenschaft. Im Jahr 2001 promovierte er mit einer bei Anton Pelinka und Fritz Plasser eingereichten Arbeit zum Doktor der Philosophie im Fach Politikwissenschaft. Das Thema der Dissertation ist „Russland als defekte Demokratie. Beschränkungen liberal-rechtsstaatlicher Demokratie in Verfassungsrecht und Verfassungswirklichkeit Russlands“. Mangott wurde im Jahr 2002 mit der Schrift „Interne und externe Aspekte (demokratischer) Regimeübergänge im östlichen Europa und im postsowjetischen Raum“ habilitiert und erhielt die Venia Docendi der Politikwissenschaft.
Von 1989 bis 1991 war Gerhard Mangott Mitarbeiter am Institut für Politikwissenschaft der Universität Innsbruck im Rahmen des Forschungsprojekts „Sozialdemokratie im Ghetto. Zur Lage der Sozialdemokratie in Westösterreich“ im Auftrag des Dr.-Karl-Renner-Institutes in Wien. Von 1991 bis 2008 wirkte er als Russland- und Osteuropareferent am Österreichischen Institut für Internationale Politik (OIIP) in Laxenburg und in Wien.
Seit Juli 2000 ist Mangott am Institut für Politikwissenschaft an der Universität Innsbruck tätig. Seit dem 1. März 2003 ist er außerordentlicher Universitätsprofessor für Politikwissenschaft an der Universität Innsbruck. Im Oktober 2015 wurde er zum Universitätsprofessor für Politikwissenschaft mit dem Schwerpunkt Internationale Beziehungen ernannt. Sein Hauptforschungsgebiet ist Internationale Politik und vergleichende Regimelehre.
Mangott ist ein Experte im Bereich der Regimelehre Russlands, der Großmächtebeziehungen, der Rüstungskontrolle und Proliferation sowie der Energiesicherheit der Europäischen Union im Gassektor. 2009 bis 2012 war Gerhard Mangott auch Scientific Adviser on Post-Soviet Affairs am OIIP in Wien. Im Oktober 2015 wurde Mangott Universitätsprofessor für Internationale Beziehungen an der Universität Innsbruck.
Mangott ist als Gutachter für den britischen „Economic and Social Research Council“ (ERSC), die „Volkswagenstiftung“, den „Jubiläumsfonds“ der Oesterreichischen Nationalbank (OeNB), den „Schweizerischen Nationalfonds zur Förderung der Wissenschaftlichen Forschung“ und verschiedene wissenschaftliche Fachzeitschriften tätig.
Einem breiten Publikum wurde Mangott als Rundfunk-Experte für russische und osteuropäische Politik bekannt. Seit Beginn des Ukraine-Krieges ist Mangott häufig Gast in ORF-Nachrichtensendungen, aber auch von Puls 4, Puls 24 und der ARD. 
In den Jahren zuvor war Mangott mehrfach „zu viel Verständnis“ für Wladimir Putin vorgeworfen worden. Kontroverse Reaktionen rief Mangott 2015 hervor, als er nach seiner Teilnahme an einem Treffen des Waldai-Klubs sagte, es sei eine große Ehre gewesen, mit Wladimir Putin Hände geschüttelt zu haben, und er „viele seiner westlichen Kollegen“ als „russophob“ bezeichnete. Laut seinem ehemaligen Professor Anton Pelinka sei Mangott bis 2022 ein „Putin-Versteher“ gewesen. Er und „ganz Österreich“ seien „Opfer“ des Wunschdenkens gewesen, „dass Putin ein rationaler Akteur ist“. Seit Russlands Aggression gegen die Ukraine seien laut Wolfgang Mueller, Professor für russische Geschichte an der Universität Wien, Mangotts Einschätzungen in Bezug auf die russische Politik kritischer geworden.
Im September 2024 gab Mangott aus gesundheitlichen Gründen bekannt, sich gänzlich aus der Öffentlichkeit zurückzuziehen. Seit dieser Erklärung gab er weder Interviews noch hielt er Lehrveranstaltungen an der Universität Innsbruck. Am 2. Juni 2025 hat Mangott die Arbeit wieder aufgenommen. Laut eigenen Angaben wurde er zur Zielscheibe einer Hass-Kampagne und leidet unter einer Depression und einer Krebserkrankung.

## Mitgliedschaften
Gerhard Mangott ist Mitglied des Advisory Board des „International Center for comparative EU-Russia/NIS Research (ICEUR)“ sowie Mitglied des Beirates der Österreichischen Gesellschaft für Europapolitik (ÖGfE). Er war Vorstandsmitglied des Vereins Österreichischer Auslandsdienst.

## Buchpublikationen
- Russland, Ukraine und die Zukunft. Brandstätter Verlag, Wien 2024, ISBN 978-3-7106-0691-5.
- Mit  Julian Walterskirchen und Clara Wend: Sanction Dynamics in the Cases of North Korea, Iran, and Russia: Objectives, Measures and Effects (= SpringerBriefs in International Relations). Springer, New York 2022, ISBN 978-3-03117397-4.
- EU gas supplies security : Russian and EU perspectives, the role of the Caspian, the Middle East and the Maghreb countries (= Research Reports. Band 367). Wiener Institut für Internationale Wirtschaftsvergleiche, Wien 2010 (econstor.eu [PDF]).
- Der Russische Phönix. Das Erbe aus der Asche. Kremayr & Scheriau, Wien 2009, ISBN 978-3-218-00790-0.
- Brennpunkt Südkaukasus: Aufbruch trotz Krieg, Vertreibung und Willkürherrschaft: Aufbruch trotz Krieg, Vertreibung und Willkürherrschaft? (= Laxenburger Internationale Studien). Wilhelm Braumüller, Wien 2008, ISBN 978-3-7003-1270-3.
- Mit Daniel Hamilton: The Wider Black Sea Region in the 21st Century: Strategic, Economic and Energy Perspectives. Center für Transatlantic Relations, Washington, DC 2008, ISBN 978-0-9801871-3-7 (ceps.eu [PDF]).
- Mit Daniel S. Hamilton: The New Eastern Europe. Ukraine, Belarus and Moldova. Center für Transatlantic Relations, Washington, DC 2007, ISBN 978-0-9801871-3-7 (researchgate.net [PDF]).
- Mit Franz Eder und Martin Senn: Transatlantic Discord. Combatting Proliferation and Terrorism, Preventing Crises. Nomos, Baden-Baden 2007, ISBN 978-3-8329-2729-5.
- Mit Peter Filzmaier, Leonore Gewessler und Otmar Höll: Internationale Politik. Eine Einführung. WUV/UTB, Wien 2006, ISBN 978-3-8252-2733-3.
- Mit Dimitrij Trenin, Martin Senn und Heinz Timmermann: Russlands Rückkehr. Außenpolitik unter Vladimir Putin. Nomos, Baden-Baden 2005, ISBN 978-3-8329-1408-0.
- Zur Demokratisierung Russlands. Band 2: Leadership, Parteien, Regionen und Zivilgesellschaft (= Wiener Schriften zur internationalen Politik. Band 5). Nomos, Baden-Baden 2002, ISBN 3-7890-7974-X.
- Zur Demokratisierung Russlands. Band 1: Russland als defekte Demokratie. Nomos, Baden-Baden 2002, ISBN 978-3-7890-7973-3.
- Mit Lisa Kauer: Gerhard Mangott: Der Fall Russland: Wegmarken eines Machtwechsels (= Wiener Schriften Zur Internationalen Politik. Band 3). Nomos, Baden-Baden 2001, ISBN 978-3-7890-7605-3.
- Democratic consolidation. The International Dimension: Hungary, Poland and Spain (= Wiener Schriften zur Internationalen Politik. Band 1). Nomos, Baden-Baden 2000, ISBN 978-3-7890-6843-0.
- Gerhard Mangott: In the midst of alienation : Russian policies on Central and Eastern Europe (= Arbeitspapiere. Band 24). Österreichisches Institut für Internationale Politik, Laxenburg.
- In the midst of alienation : Russian policies on Central and Eastern Europe (= Arbeitspapiere. Band 24). Österreichisches Institut für Internationale Politik, Laxenburg 1999.
- Bürden auferlegter Unabhängigkeit. Neue Staaten im post-sowjetischen Zentralasien (= Laxenburger Internationale Studien). Wilhelm Braumüller Verlag, Wien 1996, ISBN 978-3-7003-1132-4.
- Mit Gerhard Jordan und Karl Schappelwein: Die Wahlen der Jahre 1994-1997 in Mittel- und Südosteuropa (= Atlas Ost- und Südosteuropa). Borntraeger, 1997, ISBN 978-3-443-28520-3.
- Rußlands Feldzug gegen Tschetschenien : Rückkehr zu autoritärer Ordnung? (= Arbeitspapiere. Band 6). Österreichisches Institut für Internationale Politik, Laxenburg 1995.
- Mit Gerhard Jordan und Karl Schappelwein: Wirtschaft / Energiewirtschaft Ost- und Südosteuropa (= Atlas Ost- und Südosteuropa). Borntraeger, 1990, ISBN 978-3-443-28505-0.